# مراغان
مَراغان، روستایی است از توابع بخش مرکزی شهرستان سردشت استان آذربایجان غربی ایران.
این روستا در نزدیکی مرز عراق واقع شده‌است.

## جمعیت
این روستا در دهستان بریاجی قرار داشته و بر اساس سرشماری سال ۱۳۹۵ جمعیت آن ۶۰۴ نفر (۱۲۸ خانوار)
بوده‌است.